# Оле Ентоні
Оле Ентоні (англ. Ole Anthony; 3 жовтня 1938, Міннесота, США — 16 квітня 2021) — американський священник, релігійний дослідник та сатирик. Оле був редактором журналу християнської сатири «The Wittenburg Door». Він очолював Фонд Трійці та на цій посаді брав участь у розслідуванні фінансової діяльності та ймовірних незаконних привласнень телеєвангелістів.

## Біографія
Оле Едвард Ентоні народився 3 жовтня 1938 року в місті Сент-Пітер, штат Міннесота, приблизно за 70 миль на південний захід від Міннеаполіса. Він виріс у Вікенбурзі, штат Аризона, містечку за 60 миль на північний захід від Фінікса, яке колись називало себе «столицею ранчо для чоловіків у світі». Його батько, Рудольф Ентоні, невдовзі після переїзду покинув сім'ю, і Оле та його сестра Сандра виховувалися матір'ю. Його дитинство, за його словами, було позначено зловживанням наркотиками та злочинами, як дрібними, так і тяжкими — одного разу він разом з другом підпалили 12-метровий дерев'яний хрест за межами Вікенбурга. Він вступив до Повітряних сил у 1956 році після того, як йому запропонували вибір між військовою службою та в'язницею. Містер Ентоні отримав освіту в галузі електроніки, і в 1958 році його відправили на острів у південній частині Тихого океану, де він мав спостерігати за невеликим ядерним випробуванням за багато миль звідси. Але вибух був набагато сильнішим, ніж очікувалося, і радіація залишила його з десятками вузлуватих пухлин по всьому тілу. Він залишив армію в 1959 році та влаштувався на роботу в Teledyne, оборонну компанію-підрядника.
Описує день свого навернення – 17 січня 1972 року. З моменту навернення він неухильно біднішав. Справжня віра, каже Ентоні, веде нас так низько, як ми можемо опуститися. Обговорює обіцянки багатства, дані багатьма телеєвангелістами. Письменник відвідує службу, яку проводив Джордж Пірсонс у служінні Кеннета Коупленда. Його супроводжує Піт Еванс, слідчий Фонду Трініті. Описує службу та збір грошей у аудиторії. Розповідає про Еванса, який приєднався до Трініті, коли йому було дев'ятнадцять. Розповідає про те, як Ентоні заснував Трініті в 1972 році. Обговорює ретельне вивчення Ентоні Святого Письма та часто галасливі та жорстокі заняття з вивчення Біблії, які Ентоні організовував у ранні роки Трініті. До кінця вісімдесятих років Трініті оселилася у Східному Далласі. Автор розповідає про розслідування Трініті у 1988 році щодо служіння Роберта Тілтона, яке використовувало пряму поштову розсилку для збору грошей. Зрештою, це призвело до розслідування, проведеного «Prime Time Live». Автор супроводжує Еванса, коли той шукає у смітті в офісі Денніса Брюера-старшого. Брюер — адвокат, який представляє Коупленда та інших телеєвангелістів… Обговорює участь Ентоні у справі бездомних та Далласький проект, який заохочував церкви піклуватися про бездомних.
Оле Ентоні, пастор та активіст невеликої церкви, який роками досліджував спосіб життя багатих та відомих телеєвангелістів, таких як Роберт Тілтон, Бенні Хінн та Ян і Пол Крауч, помер у п'ятницю, 16 квітня, у віці 82 років.

## Особисте життя
У Оле була сестра Сандра (нар. 1945), проте він не був близький зі нею.
Його батько, Рудольф Ентоні, помер в 1972 році. А його мати, Една (Норелл) Ентоні була медсестрою, яка керувала будинком для літніх людей.

## Фонд Трініті
Фонд Трійці розпочав свою діяльність у 1972 році як релігійний, благодійний та освітній некомерційний фонд для просування суспільних інтересів у штаті Техас шляхом створення комунікаційних проектів, орієнтованих на Христа. Ранній скептицизм щодо способів купівлі та продажу релігійних програм спонукав фонд «Трініті» провести суперечливий дослідницький проект щодо демографічних показників аудиторії та рейтингів релігійного мовлення. Це передувало скандалам, які сколихнули індустрію релігійного телебачення в 1980-х роках. У 1987 році, після надання свідчень на слуханнях у Конгресі щодо індустрії релігійного телебачення, фонд розпочав повноцінний моніторинг релігійних програм та повідомлення про зловживання громадською довірою. До 1990-х років «Трініті» стала провідним «наглядачем» за релігійними ЗМІ, проводячи розслідування та надаючи інформацію, яка використовується для викриття шахрайства та зловживань, скоєних в ім'я Бога. Фонд регулярно надає допомогу друкованим та електронним журналістам, які розслідують підозри у шахрайстві або інших зловживаннях громадською довірою з боку представників релігійних ЗМІ.